# Малиновка (Казахстан)
Мали́новка (каз. Малиновка) — село у складі Щербактинського району Павлодарської області Казахстану. Входить до складу Шарбактинського сільського округу.
Населення — 243 особи (2021; 361 у 2009, 454 у 1999, 421 у 1989).
Національний склад станом на 1989 рік:
- українці — 35 %
- німці — 26 %